# لاتون (كاليفورنيا)
لاتون (بالإنجليزية: Laton CDP, California)‏ هي منطقة سكنية تقع بولاية كاليفورنيا في الولايات المتحدة. تبلغ مساحتها 5.017 كم2، وترتفع عن سطح البحر 79 م، بلغ عدد سكانها 1,824 نسمة في عام 2010 حسب إحصاء مكتب تعداد الولايات المتحدة وتصل الكثافة السكانية فيها 363.6 نسمة لكل كيلومتر مربع (941.7/ميل2).

## التركيبة السكانية
حدّد مكتب تعداد الولايات المتحدة بيانات التركيبة السكانية للاتون في تعداد الولايات المتحدة. في ما يلي، التركيبة السكانية حسب تعدادي 2000 و2010.

### تعداد عام 2000
بلغ عدد سكان لاتون 1,236 نسمة بحسب تعداد عام 2000، وبلغ عدد الأسر 331 أسرة وعدد العائلات 286 عائلة مقيمة في المنطقة السكنية. في حين سجلت الكثافة السكانية 246.4 نسمة لكل كيلومتر مربع (638.2/ميل2). وبلغ عدد الوحدات السكنية 340 وحدة بمتوسط كثافة قدره 67.8 لكل كيلومتر مربع (175.6/ميل2).
وتوزع التركيب العرقي للمنطقة السكنية بنسبة 45.15% من البيض و0.40% من الأمريكيين الأفارقة و1.13% من الأمريكيين الأصليين و0.65% من الأمريكيين ذوي الأصول الآسيوية و0.08% من سكان جزر المحيط الهادئ و49.03% من الأعراق الأخرى و3.56% من عرقين مختلطين أو أكثر و68.85% من الهسبانيون أو اللاتينيون من أي عرق.
بلغ عدد الأسر 331 أسرة كانت نسبة 55.3% منها لديها أطفال تحت سن الثامنة عشر تعيش معهم، وبلغت نسبة الأزواج القاطنين مع بعضهم البعض 64.7% من أصل المجموع الكلي للأسر، ونسبة 15.1% من الأسر كان لديها معيلات من الإناث دون وجود شريك، بينما كانت نسبة 6.6% من الأسر لديها معيلون من الذكور دون وجود شريكة وكانت نسبة 13.6% من غير العائلات. تألفت نسبة 10% من أصل جميع الأسر من عدة أفراد يعيشون في نفس المنزل ونسبة 4.8% كانت تتألف من شخص يعيش بمفرده يبلغ من العمر 65 عاماً أو أكثر. وبلغ متوسط حجم الأسرة المعيشية 3.72، أما متوسط حجم العائلات فبلغ 3.96.
بلغ العمر الوسطي للسكان 26.9 عاماً. وكانت نسبة 35.9% من القاطنين تحت سن الثامنة عشر، وكانت نسبة 11.7% بين الثامنة عشر والرابعة والعشرين عاماً، ونسبة 27.3% كانت واقعةً في الفئة العمرية ما بين الخامسة والعشرين والرابعة والأربعين عاماً، ونسبة 18% كانت ما بين الخامسة والأربعين والرابعة والستين، ونسبة 6.7% كانت ضمن فئة الخامسة والستين عاماً فما فوق. يوجد لكل 100 أنثى 100.2 ذكر، ويوجد لكل 100 أنثى في الثامنة عشر من عمرها فما فوق 98.7 ذكر.
بلغ متوسط دخل الأسرة في المنطقة السكنية 35,408 دولارًا، أما متوسط دخل العائلة فبلغ 34,688 دولارًا. وكان متوسط دخل الذكور 25,125 دولارًا مقابل 25,417 دولارًا للإناث. وسجل دخل الفرد الخاص بالمنطقة السكنية 9,702 دولارًا. وكانت نسبة 14.4% من العائلات ونسبة 17.4% من السكان تحت خط الفقر، وكان من هؤلاء نسبة 19.7% تحت سن الثامنة عشر ونسبة 19.7% في الخامسة والستين من العمر وما فوق.

### تعداد عام 2010
بلغ عدد سكان لاتون 1,824 نسمة بحسب تعداد عام 2010، وبلغ عدد الأسر 474 أسرة وعدد العائلات 403 عائلة مقيمة في المنطقة السكنية. في حين سجلت الكثافة السكانية 363.6 نسمة لكل كيلومتر مربع (941.7/ميل2). وبلغ عدد الوحدات السكنية 493 وحدة بمتوسط كثافة قدره 98.3 لكل كيلومتر مربع (254.6/ميل2).
وتوزع التركيب العرقي للمنطقة السكنية بنسبة 54.88% من البيض و0.22% من الأمريكيين الأفارقة و0.71% من الأمريكيين الأصليين و0.55% من الأمريكيين ذوي الأصول الآسيوية و40.79% من الأعراق الأخرى و2.85% من عرقين مختلطين أو أكثر و76.37% من الهسبانيون أو اللاتينيون من أي عرق.
بلغ عدد الأسر 474 أسرة كانت نسبة 53.6% منها لديها أطفال تحت سن الثامنة عشر تعيش معهم، وبلغت نسبة الأزواج القاطنين مع بعضهم البعض 59.9% من أصل المجموع الكلي للأسر، ونسبة 18.1% من الأسر كان لديها معيلات من الإناث دون وجود شريك، بينما كانت نسبة 7% من الأسر لديها معيلون من الذكور دون وجود شريكة وكانت نسبة 15% من غير العائلات. تألفت نسبة 12.4% من أصل جميع الأسر من عدة أفراد يعيشون في نفس المنزل ونسبة 7.2% كانت تتألف من شخص يعيش بمفرده يبلغ من العمر 65 عاماً أو أكثر. وبلغ متوسط حجم الأسرة المعيشية 3.85، أما متوسط حجم العائلات فبلغ 4.12.
بلغ العمر الوسطي للسكان 29.4 عاماً. وكانت نسبة 32% من القاطنين تحت سن الثامنة عشر، وكانت نسبة 11.6% بين الثامنة عشر والرابعة والعشرين عاماً، ونسبة 26.8% كانت واقعةً في الفئة العمرية ما بين الخامسة والعشرين والرابعة والأربعين عاماً، ونسبة 20.8% كانت ما بين الخامسة والأربعين والرابعة والستين، ونسبة 8.8% كانت ضمن فئة الخامسة والستين عاماً فما فوق. وتوزع التركيب الجنسي للسكان بنسبة 52.1% ذكور و47.9% إناث.